# ポッピンアイ
ポッピンアイ（poppn' eye、popping eye）とは1980年代頃に一時期流行した玩具である。

## 概要
- 弾力性のある合成ゴムでできており、中がくりぬかれた半球の形をしている。裏返して机などの上に置き、ゴムの弾力によって元の形に戻った際の反動で高く飛び跳ねさせて遊ぶ。
- 主にカプセルトイとして販売され、有名なカプセルトイメーカーコスモスも扱っていた。コスモスが消滅した後も、同様にカプセルトイの形態で他社から販売されている。
- カプセルトイ販売機に掲げられていた紹介チラシには「アメリカで生まれた」「アメリカで大人気」等と記載されている。
- 大きさは様々。正式な商品名はあまり知られておらず、「ぽっぴん」「ぱっちん」や、大きさによって「大ポッピン、中ポッピン、小ポッピン」などとも呼ばれることもある。
- 長期間の使用を続けると、色落ちしたり、裂けたりする。
- ポッピンアイをそのまま大きくした宇宙跳獣バクダリアンと言う玩具を野村トーイが販売していた。